# Rodolfo Díaz Soler
Rodolfo Díaz Soler fue un joven actor de cine, radio y teatro argentino de notable trayectoria artística.

## Carrera
Rodolfo Díaz Soler se lució en varios roles de reparto en la pantalla grande durante la época de oro del cine argentino, compartiendo escenas con primeras figuras del ambiente como Zully Moreno, Santiago Gómez Cou, Fidel Pintos, Alberto de Mendoza, Pablo Cumo, Lilian Valmar, Herminia Franco, Sofía Bozán, Alita Román, Fernando Lamas, María Esther Gamas, entre otros. Al ser secretario personal del actor y cantor nacional Alberto Castillo, trabajó junto a él en varias de sus películas y obras teatrales.
En teatro formó parte del personal de la "Compañía de Pedro Tocci" en 1941, junto con Malvina Pastorino, Virginia Romay, Máximo Orsi y Antonio Alemany.

## Filmografía
- 1946: Adiós Pampa mía.
- 1948: El tango vuelve a París.
- 1948: Pasaporte a Río.
- 1949: Un tropezón cualquiera da en la vida.
- 1949: Alma de bohemio.
- 1951: Buenos Aires, mi tierra querida.
- 1954: La calle del pecado.[3]

## Radio
- 1940: La sombra del payador, por Radio Argentina. Junto a Inés Edmonson y Pedro Tocci.

## Teatro
- La hermana Josefina (1939), comedia en tres actos.
- Serenata porteña (1941), estrenada en el Teatro Nacional Cervantes.
- Una estrella entre las nubes (1945), en el Teatro Comedia, junto con Alberto Castillo, Marcelo Ruggero, Oscar Valicelli, Perla Mary, Josefina Ríos, Gogó Andreu, Nelly Prince, Chela Ríos, Aída Zárate, Ramón Garay y Arturo Arcan.
- Malena luce sus pistolas (1947), junto a Alberto Castillo, Tita Merello, Pedro Quartucci, Blanquita Amaro, Fidel Pintos, Héctor Ferraro, Vicente Formi y Diana Belmont. Un saínete lírico de la revista de Carlos A. Petit, estrenada en el Teatro Casino.